# Cicindelinae

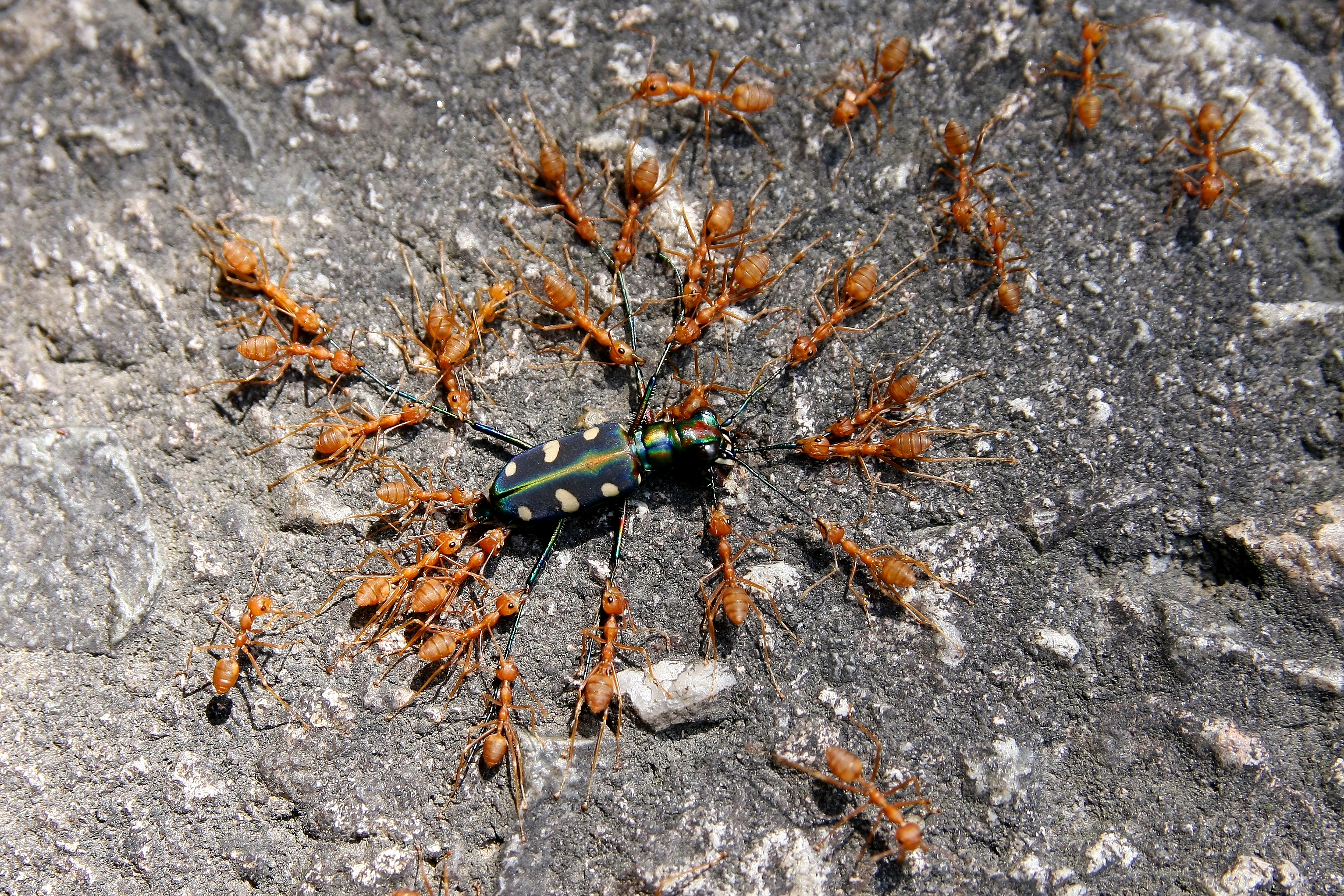
Furnici se luptă cu o specie de Cicindelinae

Cicindelinae este o subfamilie din familia Carabidae.

## Sistematici
Subfamilia Cicindelinae este o subfamilie foate diversă, cu peste 2.000 de specii. În 2005, aproximativ 2.600 de specii de Cicindelinae erau descrise. Majoritatea erau găsite în regiunea Orientală.

### Genuri
Mai jos este o listă de genuri din subfamilia Cicindelinae:
- Abroscelis Hope, 1838
- Amblycheila Say, 1829
- Aniara Hope, 1838
- Antennaria Dokhtouroff, 1883
- Apteroessa Hope, 1838
- Archidela Rivalier, 1963
- Baloghiella Mandl, 1981
- Bennigsenium W. Horn, 1897
- Brasiella Rivalier, 1954
- Caledonica Chaudoir, 1860
- Caledonomorpha W. Horn, 1897
- Callytron Gistl, 1848
- Calomera Motschulsky, 1862
- Calyptoglossa Jeannel, 1946
- Cenothyla Rivalier, 1969
- Cephalota Dokhtouroff, 1883
- Chaetodera Jeannel, 1946
- Cheilonycha Lacordaire, 1843
- Cheiloxya Guerin-Meneville, 1855
- Cicindela Linnaeus, 1758
- Collyris Fabricius, 1801
- Cratohaerea Chaudoir, 1850
- Ctenostoma Klug, 1821
- Cylindera Westwood, 1831
- Darlingtonica Cassola, 1986
- Derocrania Chaudoir, 1860
- Diastrophella Rivalier, 1957
- Dilatotarsa Dokhtouroff, 1882
- Distipsidera Westwood, 1837
- Dromica Dejean, 1826
- Dromicoida Werner, 1995
- Dromochorus Guerin-Meneville, 1845
- Ellipsoptera Dokhtouroff, 1883
- Enantiola Rivalier, 1961
- Eucallia Guerin-Meneville, 1844
- Eunota Rivalier, 1954
- Euprosopus Dejean, 1825
- Euryarthron Guerin-Meneville, 1849
- Eurymorpha Hope, 1838
- Euzona Rivalier, 1963
- Grandopronotalia W. Horn, 1936
- Guineica Rivalier, 1963
- Habrodera Motschulsky, 1862
- Habroscelimorpha Dokhtouroff, 1883
- Heptodonta Hope, 1838
- Hypaetha Leconte, 1860
- Iresia Dejean, 1831
- Jansenia Chaudoir, 1865
- Langea W. Horn, 1901
- Leptognatha Rivalier, 1963
- Lophyra Motschulsky, 1859
- Macfarlandia Sumlin, 1981
- Manautea Deuve, 2006
- Mantica Kolbe, 1896
- Manticora Fabricius, 1792
- Megacephala Latreille, 1802
- Megalomma Westwood, 1842
- Metriocheila Thomson, 1857
- Micromentignatha Sumlin, 1981
- Microthylax Rivalier, 1954
- Myriochila Motschulsky, 1862
- Naviauxella Cassola, 1988
- Neochila Basilewsky, 1953
- Neocicindela Rivalier, 1963
- Neocollyris W. Horn, 1901
- Neolaphyra Bedel, 1895
- Nickerlea W. Horn, 1899
- Notospira Rivalier, 1961
- Odontocheila Laporte, 1834
- Omus Eschscholtz, 1829
- Opilidia Rivalier, 1954
- Opisthencentrus W. Horn, 1893
- Orthocindela Rivalier, 1972
- Oxycheila Dejean, 1825
- Oxycheilopsis Cassola & Werner, 2004
- Oxygonia Mannerheim, 1837
- Oxygoniola W. Horn, 1892
- Paraphysodeutera J. Moravec, 2002
- Pentacomia Bates, 1872
- Peridexia Chaudoir, 1860
- Phyllodroma Lacordaire, 1843
- Physodeutera Lacordaire, 1843
- Picnochile Motschulsky, 1856
- Platychile Macleay, 1825
- Pogonostoma Klug, 1835
- Polyrhanis Rivalier, 1963
- Pometon Fleutiaux, 1899
- Prepusa Chaudoir, 1850
- Probstia Cassola, 2002
- Pronyssa Bates, 1874
- Pronyssiformia W. Horn, 1929
- Prothyma Hope, 1838
- Prothymidia Rivalier, 1957
- Protocollyris Mandl, 1975
- Pseudoxycheila Guerin-Meneville, 1839
- Rhysopleura Sloane, 1906
- Rhytidophaena Bates, 1891
- Rivacindela Nidek, 1973
- Ronhuberia J. Moravec & Kudrna, 2002
- Salpingophora Rivalier, 1950
- Socotrana Cassola & Wranik, 1998
- Stenocosmia Rivalier, 1965
- Sumlinia Cassola & Werner, 2001
- Therates Latreille, 1816
- Thopeutica Schaum, 1861
- Tricondyla Latreille, 1822
- Vata Fauvel, 1903
- Waltherhornia Olsoufieff, 1934